# Restad

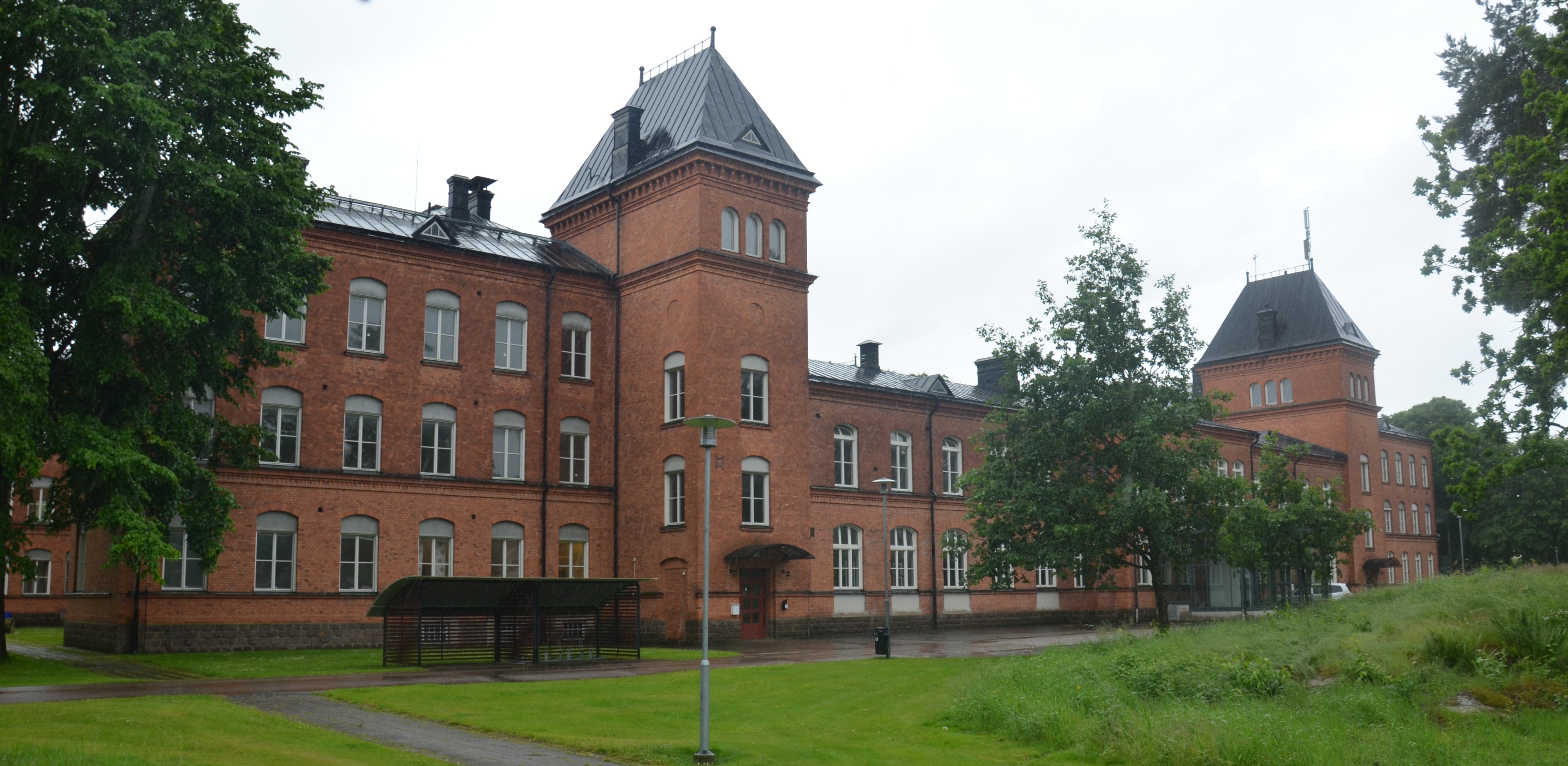
Restad Gård, som tidigare var Restads sjukhus. Foto från 2012.

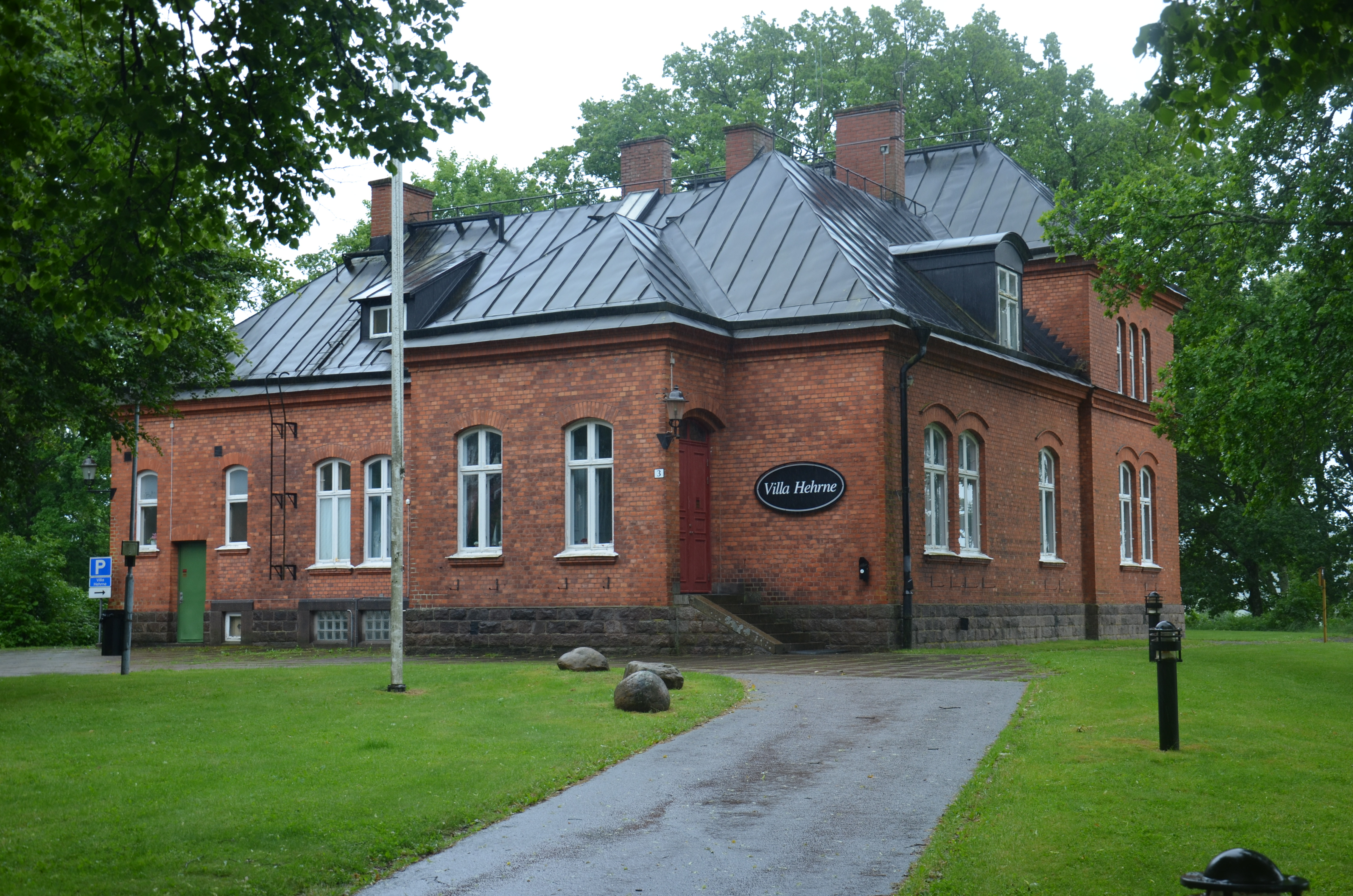
Villa Herne var tidigare överläkarvilla vid Restads sjukhus. Foto från 2012.

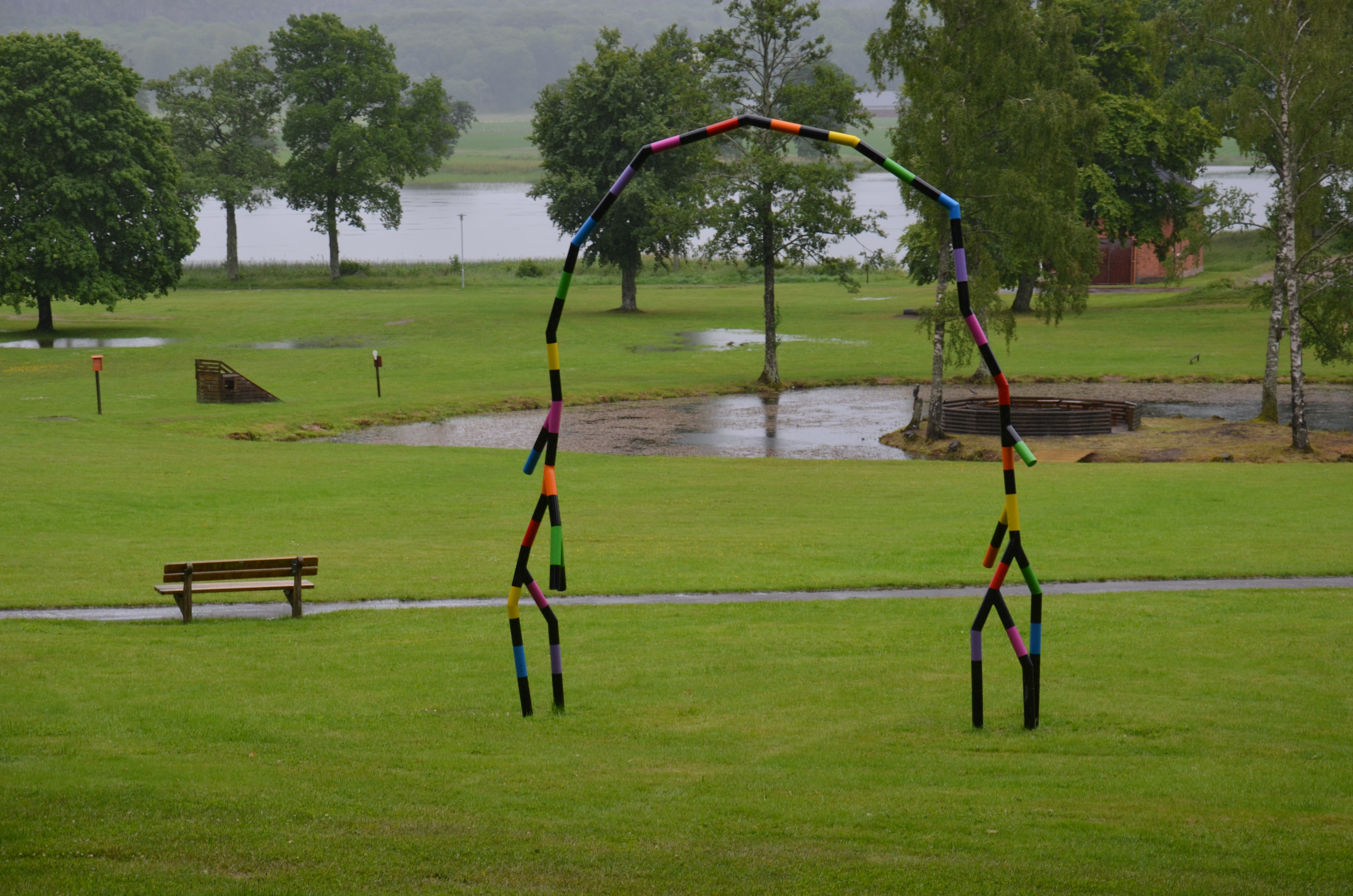
Eva Rothschilds Someone and Someone på Restad gård. Foto från 2011.

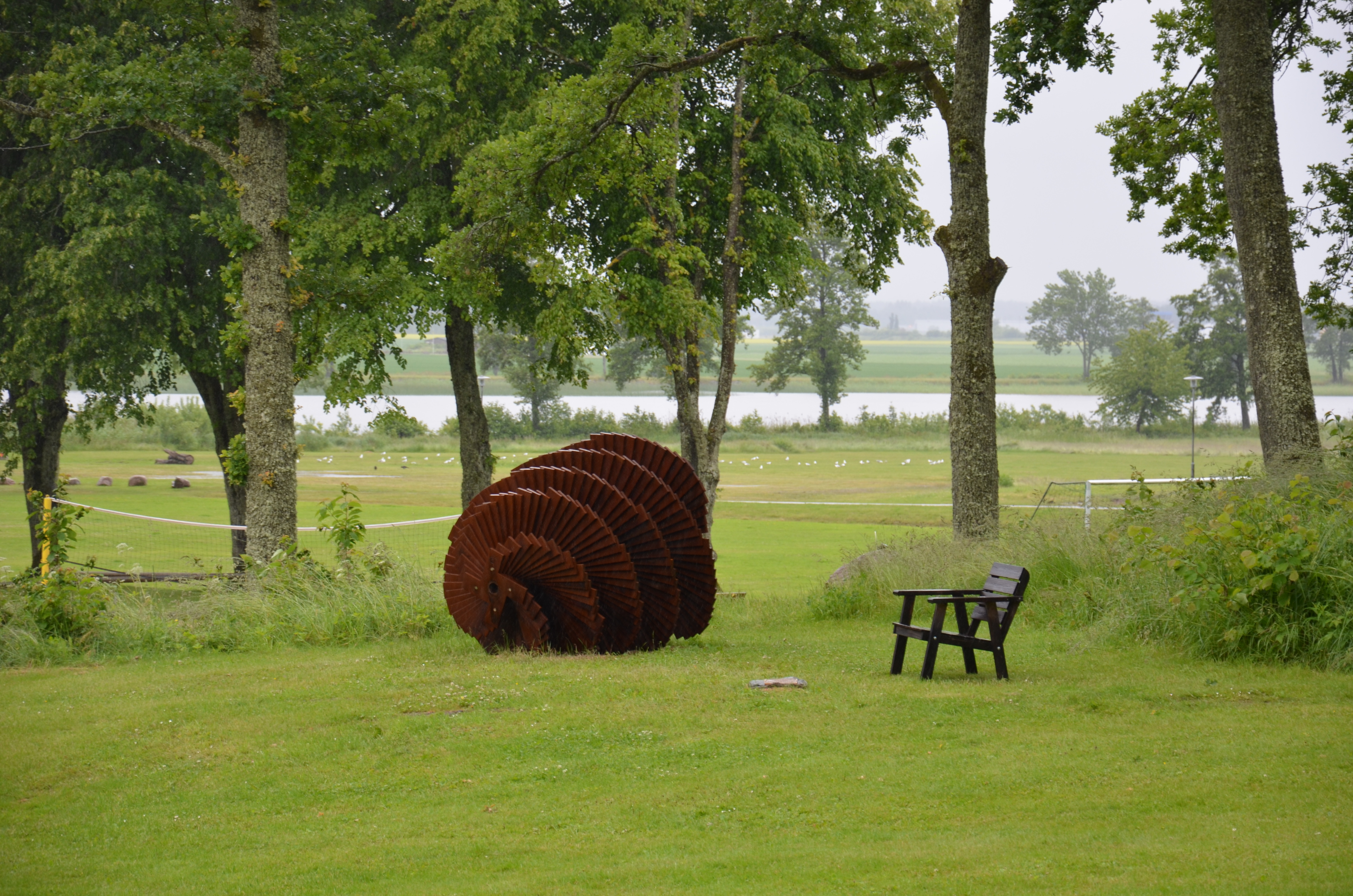
Jonas Holmquists Tournesol på Restad gård. Foto från 2012.

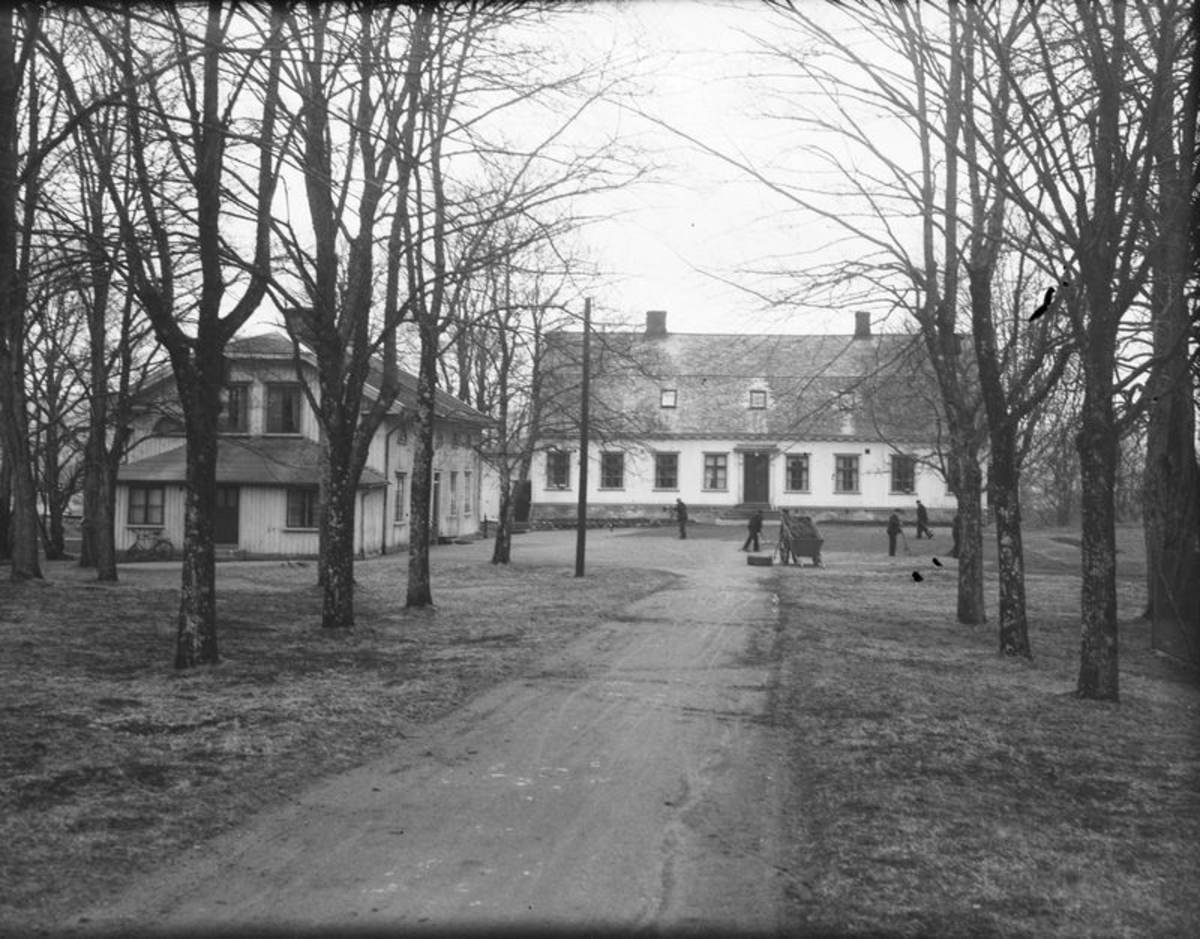
Foto från 1904 med mangårdsbyggnad och en av flygelbyggnaderna till Restads kungsladugård. Huvudbyggnaden är numera ett flerfamiljshus, medan flygeln revs 1959.

Restad är en gård och stadsdel i utkanten av Vänersborg. Den ligger i den tidigare Naglums socken. Gården var ursprungligen kronoegendom och tillföll genom byte 1592  Anders Lennartsson (död 1604) av Forstenasläkten och sedan hans brorson greve Torsten Lennartsson (Lindersson) (1603–1651) och dennes ättlingar, från vilka det reducerades 1696. Restad var därefter boställe åt landshövdingarna i Älvsborgs län, fram till 1754, då Vänersborgs residens byggdes inne i staden.

## Restad – en löneförmån för landshövdingen
Nuvarande mangårdsbyggnaden är troligen uppförd under landshövding Johan Fredrik Lilliehorns tid i slutet av 1700-talet, men senare om- och tillbyggd av landshövding Bengt Carl Bergman på 1850-talet. Utom mangårdsbyggnaden som finns kvar och används som bostadshus fanns det tidigare två flygelbyggnader. På båda sidor om allén till huvudingången låg det två karpdammar framför flyglarna. Den ena flygeln togs ner redan på 1890-talet och flyttades till Trollhättan där den återuppfördes ovanför nuvarande Oscarsbron. Den fick då namnet Willa Högbo och blev senare Högbo Wärdshus. Den andra flygeln stod kvar och inrymde tjänstebostäder för ekonomipersonal ända tills den revs 1959. Karpdammarna är sedan länge igenfyllda.
Landshövdingarna, som disponerade Restads boställe, var skattskrivna i Vänersborgs stad. På bostället hade på landshövding Eric Josias Sparres tid (1858–86) till sin hjälp en betjänt med familj och några pigor och drängar. Den stora parken runt mangårdsbyggnaden och kronoegendomen sköttes av rättare och trädgårdsmästare, kronojägare, smed, torpare samt arbetskarlar. I mitten av 1800-talet bodde och verkade sammanlagt 70-80 personer på egendomen. Landshövding Sparre tycks ha trivts alldeles utmärkt med att ha bostället som löneförmån under sina 28 år som Konungens Befallningshavare i Älvsborgs Län.

## Restad blir hospital
På Restad uppfördes 1905 "Vänersborgs hospital och asyl" enligt Axel Kumliens ritningar, som 1930 fick namnet Restads sjukhus, med över 1 000 vårdplatser. Restad sjukhus var i sitt slag ett av de största i Sverige. Den 3 oktober 1989 flyttades huvuddelen av den psykiatriska vården till Norra Älvsborgs länssjukhus i Trollhättan, även om vissa vårdplatser, fem vårdavdelningar tillhörande NU-sjukvårdens psykiatriska klinik, finns kvar i Vänersborg.  En ny byggnad för rättspsykiatrisk vård, Brinkåsen, har uppförts och stod klar för inflyttning den 1 oktober 2011.

## Restad Gård
Restad Gård såldes av Västra Götalandsregionen 2009 till Niklasberg Fastigheter AB. Där finns idag bostäder, småindustri, kontor, hotell, asylboende och kriminalvårdsanstalten Östragård. År 2012 hade 220 personer sin arbetsplats på Restad Gård. På gångavstånd från Restad ligger Brinkebergskulle sluss.
Restad Gård hade Sveriges största asylboende med cirka 1 700 asylboende 2017. 2020 bodde där strax under 600. Migrationsverket flyttade 2014 sitt mottagningskontor i Trollhättan till Vänersborg och Restad Gård.
En skulpturpark har från 2011 börjat anläggas på området, bland annat i Holzhausens park. Här finns verk av bland annat Tony Cragg, Claes Hake, Eva Rothschild, Eric Langert, Laura Ford och Jonas Holmqvist.